# Famille Glebov
La famille Glebov. (En alphabet cyrillique : Глебов) est une famille noble de l'Empire russe.
Les membres de la famille Glebov prétendaient descendre d'un chevalier suédois nommé Oblaguinia (XIVe siècle). Les noms des membres de la famille Glebov furent inscrits dans le Livre de Familles nobles (partie IV) de Moscou, Toula Iaroslavl, Orel et Penza. À ne pas confondre avec la Famille Sorokoumov-Glebov dont les membres prétendaient descendre du Rededya.

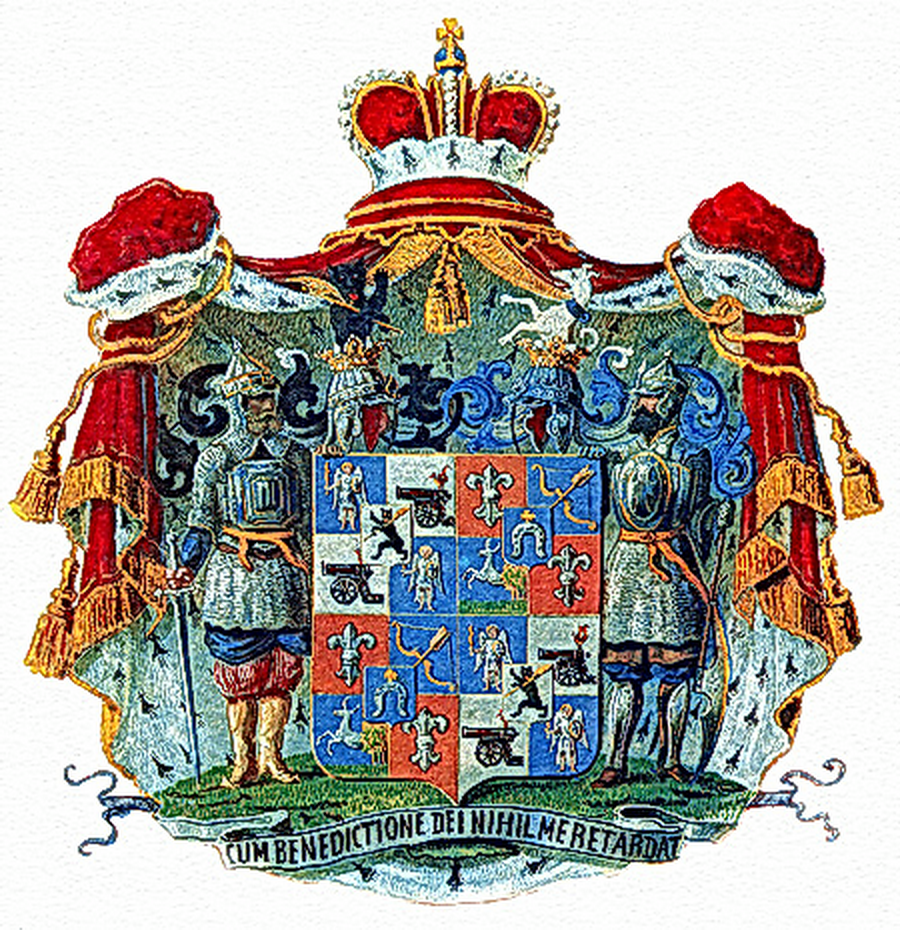
Armoiries de la famille Chakhovskoï-Glebov-Strechnev

## Famille Glebov
Les membres de la famille Glebov furent inscrits sur le Livre de Velours (Бархатной книге), sur le Livre de Généalogie russe page 90 et 91. Le premier nom inscrit fut celui de Polikarp Matveïevitch Glebov († vers 1632). Mikhaïl Ivanovitch Glebov fut un okolnitchi (окольничий / courtisan) sous le règne de Pierre Ier de Russie.

## Glebov-Strechnev
Le général Fiodor Ivanovitch Glebov (†1799) fut le dernier représentant direct portant le patronyme de Glebov, il fut l'époux de Ielizaveta Petrovna Strechneva (1751-1837) dernière représentante de la célèbre famille Strechnev (Ievdokia Loukianovna Strechneva fut l'épouse du tsar Alexis Ier de Russie). Par un décret signé en 1803 par Alexandre Ier de Russie, ses fils Piotr Fiodorovitch (1773-1804) et Dmitri Fiodorovitch (1782-1816) furent autorisés à porter le nom de Glebov-Strechnev.

## Chakhovskoï-Glebov-Strechnev

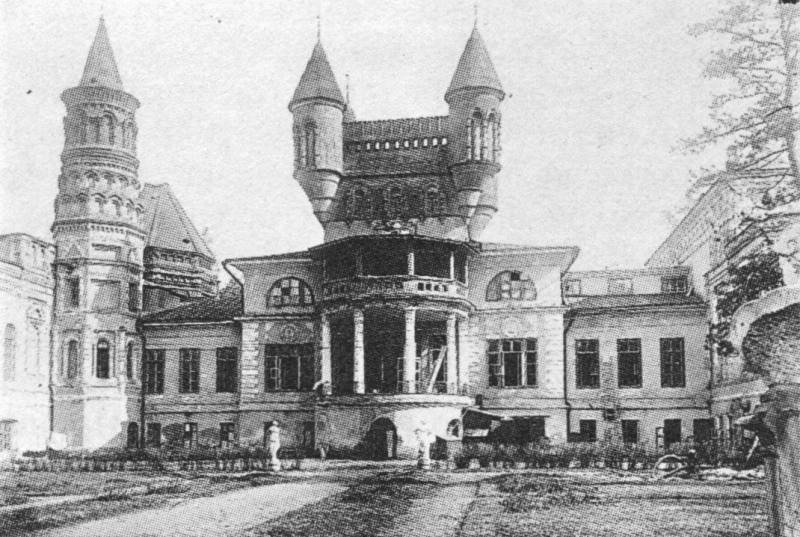
Manoir de Pokrovskoïe-Strechnevo en 1920.

En 1864, par décret du tsar Alexandre II de Russie, Fiodor Petrovitch Glebov-Strechnev (dernier représentant masculin de la famille Glebov-Strechnev) fut autorisé à donner l'emblème du drapeau de son Régiment de Hussards et son nom (Gelbov-Strechnev) à l'époux de sa nièce, Mikhaïl Valentinovitch Chakhovskoï (†1864), qui fut également élevé au rang de prince de l'Empire russe (sa sœur, Natalia Petrovna Glebova-Strechneva épousa Friedrich von Beuvern (Fiodor Loguinovitch),. En 1866, l'emblème du Régiment de Hussards du major-général Fiodor Petrovitch Glebov-Strechnev devint le blason de la famille princière Chakhovskoï-Glebov-Strechnev.

## Domaines de la famille Glebov

Manoir de Znamenskoïe-Raiok

- Près de Torjok (oblast de Tver), Le général et sénateur Fiodor Ivanovitch Glebov fit construire dans la seconde moitié du XVIIIe siècle le palais Znamenskoïe-Raiok[6].
- Le général Piotr Ivanovitch Strechnev fit construire le manoir Pokrovskoïe-Strechnevo au nord-ouest de Moscou. Ce manoir et ses dépendances devinrent propriété de la famille Glebov lors du mariage du général Fiodor Ivanovitch Glebov (†1799) avec Ielizaveta Petrovna Strechneva (1751-1837), fille unique du général Strechnev[7].
- Après l'incendie de Moscou en 1812, le conseiller d'État Piotr Ivanovitch Glebov fit construire le manoir Moltchanovke[8].
- En 1886, la famille Chakhovskoï-Glebov-Strechnev fit construire à Moscou le manoir Chakhovskoï-Glebov-Strechnev (aujourd'hui occupé par l'Opéra Guelikon)[9].

## Personnalités de la famille Glebov

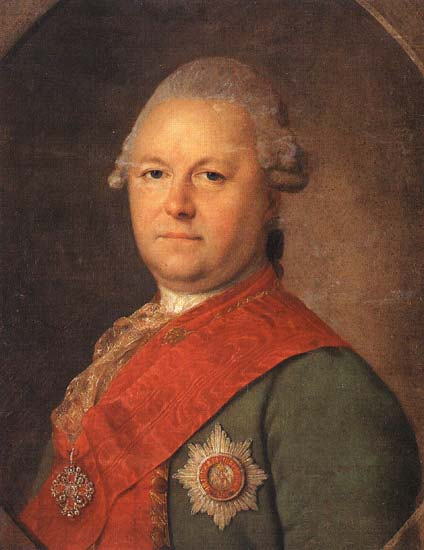
Alexandre Ivanovitch Glebov (1722-1790.

- Gleb Ivanovitch Iakovlev (fondateur de la famille Glebov), descendant du chevalier suédois nommé Oblaguinia [10].
- Matveï Glebovitch Glebov : Fils du précédent.
- Bogdan (Polikarp) Matveïevitch Glebov : († vers 1632). Petit-fils du précédent et fils de Matveï Glebovitch Glebov. Okolnitchi (окольничий / courtisan) sous le règne de Pierre Ier de Russie[10].
- Matveï Bogdanovitch Glebov : († après 1653). Fils du précédent.
- Fiodor Bogdanovitch Glebov : Stolnik, frère du précédent.
- Nikita Bogdanovitch Glebov : Stolnik, frère du précédent.
- Semion Matveïvitch Glebov : († 1614), fils de Matveï Bogdanovitch Glebov.
- Fiodor Nikititch Glebov : († 1716), fils de Nikita Bogdanovitch Glebov, major-général, il épousa Maria Iakovlevna Kozlovskaïa puis Anna-Ievfrosinia Petrovna Doubrovskaïa.
- Ivan Fiodorovitch Glebov : (1706-1774). Fils du précédent et (selon les archives) de Maria Iakovlevna Kozlovskaïa. Sénateur, général en chef, sénateur (1766), gouverneur général de Kiev, (1762-1766), gouverneur général de Saint-Pétersbourg (février à décembre 1767).
- Nikolaï Ivanovitch Glebov : (1731-?), fils du précédent.
- Fiodor Ivanovitch Glebov : (1734-1799), frère du précédent, il épousa Ielizaveta Petrovna Strechneva (1751-1837).
- Sergueï Ivanovitch Glebov : (1736-1786), frère du précédent. Poète et traducteur, il traduisit entre autres : l'œuvre de Plutarque Vies parallèles des hommes illustres, Le Fils naturel de Denis Diderot.
- Ivan Ivanovitch Glebov : (1743-?), frère du précédent.
- Pavel Ivanovitch Glebov : (1744-1826), frère du précédent.
- Alexandre Ivanovitch Glebov : (1722-1790). Procureur général du gouvernement au Sénat, général en chef.
- Andreï Savvitch Glebov : (1770-1854). Major-général d'infanterie, il prit part à la Guerre patriotique de 1812, à la Campagne de France (1814).

## Personnalités de la famille Glebov-Strechnev
- Piotr Fiodorovitch Glebov-Strechnev : (1773-1804). Fils de Fiodor Ivanovitch Glebov et de son épouse Ielizaveta Petrovna Strechneva. Major-général, par le décret signé en 1803 par Alexandre Ier de Russie, il fut autorisé à porter le patronyme de Glebov-Strechnev.
- Dmitri Fiodorovitch Glebov : (1782-1816), frère du précédent, chambellan, il fut également autorisé à porter le patronyme de Glebov-Strechnev.
- Fiodor Petrovitch Glebov-Strechnev : Fils de Piotr Fiodorovitch Glebov-Strechnev et de Ielizaveta Petrovna Strechneva. Major-général, il donna son nom et l'emblème du drapeau de son régiment au prince Mikhaïl Valentinovitch Chakhovskoï (†1864), époux de sa nièce Ievguenia Fiodorovna von Bevern. (2e branche de la famille Chakhovskoï)[11].

## Glebova

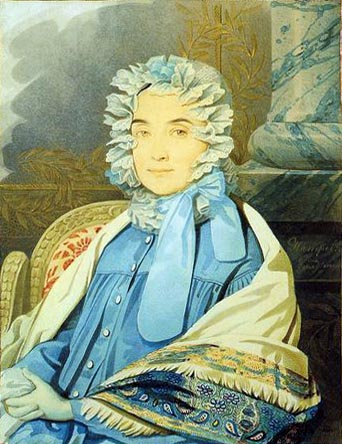
Natalia Petrovna Glebova-Strechneva (1804-1850).

- Alexandra Fiodorovna Glebova, fille de Fiodor Ivanovitch Glebov, elle épousa le prince Dmitri Petrovitch Chtcherbatov.
- Iekaterina Ivanovna Glebova (1740-?), fille du général en chef Ivan Fiodorovitch Glebov et de son épouse Maria Iakovlevna Kozlovskaïa.
- Varvara Ivanovna Glebova (1741-1760), sœur de la précédente.
- Ielizaveta Ivanovna Glebova (1749-?), sœur de la précédente.
- Natalia Petrovna Glebova-Strechneva : (1804- après 1850). Fille de Piotr Fiodorovitch Glebov-Strechnev et de son épouse Ielizaveta Petrovna Strechneva. En 1839, elle épousa le comte Fiodor Loginovitch von Bevern (1799-après 1863), une fille naquit de cette union : Ievguenia Fiodorovna von Bevern[12].